# 瓦林達 (加利福尼亞州)
瓦林達（英語：Valinda）是位於美國加利福尼亞州洛杉磯縣的一個人口普查指定地區。

## 地理
瓦林達的座標為34°02′16″N 117°55′44″W / 34.03778°N 117.92889°W，而該地最高點為海拔高度106米（即348英尺）。

## 人口
根據2010年美國人口普查的數據，瓦林達的面積為5.217平方千米，當中陸地面積為5.217平方千米，而水域面積為0.000平方千米。當地共有人口22822人，而人口密度為每平方千米4,374人。